# Alestes macrophthalmus
Alestes macrophthalmus är en fiskart som beskrevs av Günther 1867. Alestes macrophthalmus ingår i släktet Alestes, och familjen Alestidae. IUCN kategoriserar arten globalt som livskraftig. Inga underarter finns listade i Catalogue of Life.